# دنا بلاس
دنا بلاس (بالإنجليزية: Dena Plus) هي سيارة إيرانية الصنع من نوع سيدان تابعة لعلامة سمند التجارية من إنتاج شركة إيران خودرو وتُعد أول سيارة إيرانية داخلية تحتوي على أربع وسادات هوائية.

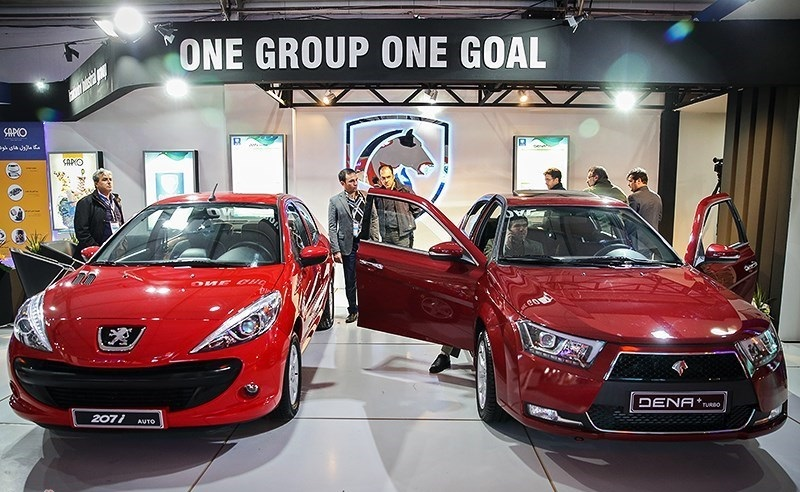
سيارة دنا بلاس حمراء اللون على اليمين وبيجو 207 على اليسار وهما من صناعة إيرانية

## مميزات السيارة
السيارة مزودة بمحرك من فئة 1600سي سي والذي يتطابق مع معيار Euro-4 للانبعاثات المعمول به في الإتحاد الأوربي ومن مواصفات هذه السيارة انها مزودة بشاحن توربيني. بالإضافة إلى ذلك فإن ناقل السرعة فيها يأتي بـ 5 سرعات كما وتتميز السيارة بأنها مجهزة بأكياس هواء جانبية مما يجعلها أكثر أماناً. كما وتتميز بالإمكانيات والمعدات التي استُعملت لأول مرة في سيارة إيرانية الصنع. وكاميرا للرؤية الخلفية ومنظومة جديدة متعددة الوسائط. بالإضافة إلى مواصفات أخرى لسيارة دنا بلاس، كتصميم الخطوط على الأبواب وامتدادها إلى الجناحين الخلفيين وتركيب أنوار ثنائي باعث للضوء إلى المصابيح الأمامية للسيارة أي (مصابيح الرؤية النهارية).

## افتتاح الخط الإنتاجي الجديد لسيارة دنا بلاس
بدأ الخط الإنتاجي الجديد لسيارة دنا بلاس وبيجو 2008 الإيرانيتين بإنتاج جيل جديد يحمل معدات حديثة في سياق نشاطات مجمع إيران خودرو الصناعي الرامية لتطوير منتجاته من السيارات وقد تم افتتاح هذا الخط الإنتاجي الجديد برعاية رئيس الجمهورية الإيرانية حسن روحاني.

## تصدير سيارة دنا بلاس إلى الخارج
يتم تصدير سيارة دنا بلاس إلى عدة دول وذلك بعد ان وقعت الشركة المصنعة لها اتفاقات تجارية مع دول أخرى تقضي بتصدير هذه السيارة إلى تلك الدول.
- الخليج العربي: حصلت شركة إيران خودروكأول شركة إيرانية على ترخيص من هيئة التقييس لدول مجلس التعاون في الخليج العربي (GSO)، لتصدير سيارتي دنا بلاس ورانا إلى تلك الدول، لمطابقتهما للمواصفات الخليجية من حيث اختبارات متانة الهيكل والديناميكية والحوادث المرورية.[2][10]
- أفريقيا: تُصدر مجموعة إيران خودرو الصناعية منتجاتها إلى غرب أفريقيا عَبرَ دولة السنغال، وتسعى شركة إيران خودرو إلى توسيع تعاونها مع سائر المنظمات الحكومية في هذا البلد.[11][12]
- بيلاروسيا: اتفقت كلٌ من جمهوريتي إيران وبيلاروسيا على إنتاج ألف سيارة من طراز «دنا» و«دنا بلاس» بصورة (اس كي دي) وزيادته إلى 5 آلاف سيارة في العام.[13]
- سلطنة عمان: تم الاتفاق بين جمهورية إيران وسلطنة عمان على تصدير سيارتي دنا بلاس ورانا إلى السوق العمانية بالتحديد وكان ذلك بعد إعلان المستشار التجاري الإيراني في سلطنة عمان عباس عبد الخاني عن توريد تلك السيارات للسلطنة[2][14][15] حيث تأتي سلطنة عمان في المرتبة العاشرة بين الدول التي تصدر إليها إيران منتجاتها، حيث بلغ حجم صادرات إيران إلى عمان خلال الأشهر الثمانية لعام 2017م مليون و234 ألف طن من البضائع بقيمة 368 مليون دولار.[10]
- السنغال: في سياق الحصول على نصيب مناسب من الأسواق الدولية، نقلت شركة إيران خودرو بضاعتها التصديرية الأولى من دنا بلاس إلى اسطول شرطة السنغال.[11] وحولت شركة إيران خودرو، سيارتها دنا بلاس ثنائية الوقود إلى سيارة خاصة بالشرطة حيث قامت آيكو الإيرانية لصناعة السيارات بإرسال الدفعة الأولى من سيارات دنا بلاس إلى السنغال وبذلك فقد تم تزويد اسطول الشرطة السنغالية بسيارات دنا بلاس. وتمهد مجموعة إيران خودرو الصناعية، بسيارتها دنا بلاس المزدوجة الوقود وتجهيزها بمعدات خاصة بالشرطة، الطريق أمام تصدير منتجاتها إلى بلدان غرب أفريقيا.[12]

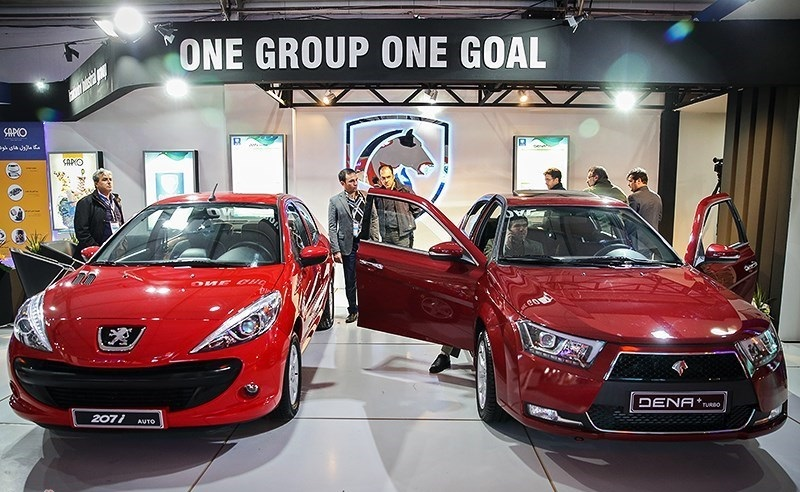
سيارة دنا بلاس حمراء اللون على اليمين وبيجو 207 على اليسار وهما من صناعة إيرانية

- سوريا[16]
- الجزائر[17]
- العراق
- جمهورية مصر العربية

## مواصفات المحرك
سيارة دنا بلاس  مزودة بالمحرك الإيراني من فئة 1600 مل والذي يتطابق مع معيار Euro-4 للانبعاثات، وهذه أهم مواصفات المحرك الوطني الذي تم اعتماده لسيارة دنا بلاس الجديدة.
| نوع المحرك               | المحرك الوطني EF7                     |
| حجم المحرك (سي سي)       | 1648                                  |
| قوة المحرك القصوى (حصان) | 150 حصان في حوالي 6500                |
| الحد الأقصى للعزم (Nm)   | 215 نانومتر في 4500 دورة              |
| عدد الصمامات             | 16                                    |
| نوع الوقود               | البنزين الخالي من الرصاص مع 95 اوكتان |
| نوع تنفس المحرك          | توربو                                 |
| نظام الحاقن              | الحقن الإلكتروني متعدد النقاط         |
| معيار التلوث             | يورو 4                                |
| نظام نقل الطاقة          | خمس سرعات BE3                         |
| جبهة الفرامل             | تهوية القرص                           |
| الفرامل الخلفية          | القرص                                 |
| سعة خزان الوقود (لتر)    | 70                                    |
| حجم مساحة الأمتعة (لتر)  | 500                                   |

## مواصفات السيارة
لسيارة دنا بلاس مواصفات خاصة بها أكثر تطوراً من مواصفات السيارة الأم التي انبثقت منها وهي سيارة دنا التي تنتمي لعائلة سمند والتي تم تصديرها إلى عدة دول مختلفة حول العالم.
| نوع السيارة                          | سيدان                         |
| الطول (سم)                           | 4558                          |
| العرض (سم)                           | 1720                          |
| الإرتفاع (سم)                        | 1460                          |
| الوزن                                | 1258 كجم                      |
| أبعاد وأنواع إطارات العجلات الأمامية | 185/65 ص 15                   |
| أبعاد وأنواع إطارات العجلات الخلفية  | 185/65 ص 15                   |
| نظام الحاقن                          | الحقن الإلكتروني متعدد النقاط |

## معرض الصور

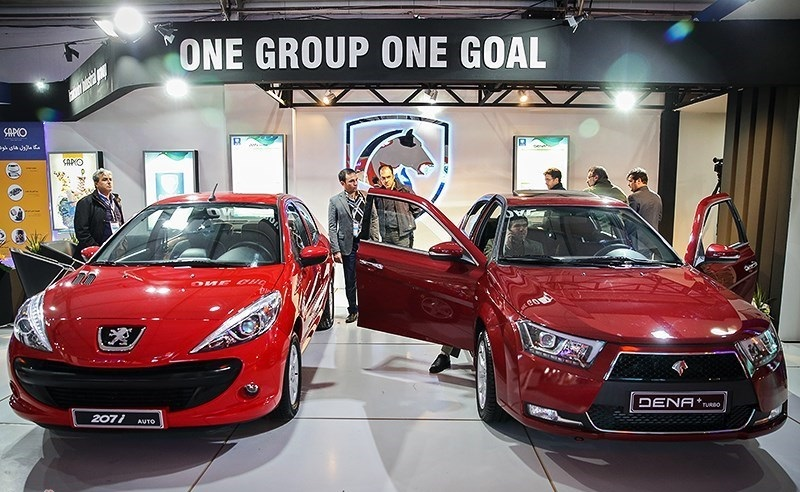
سيارة دنا بلاس حمراء اللون على اليمين وبيجو 207 على اليسار وهما من صناعة إيرانية

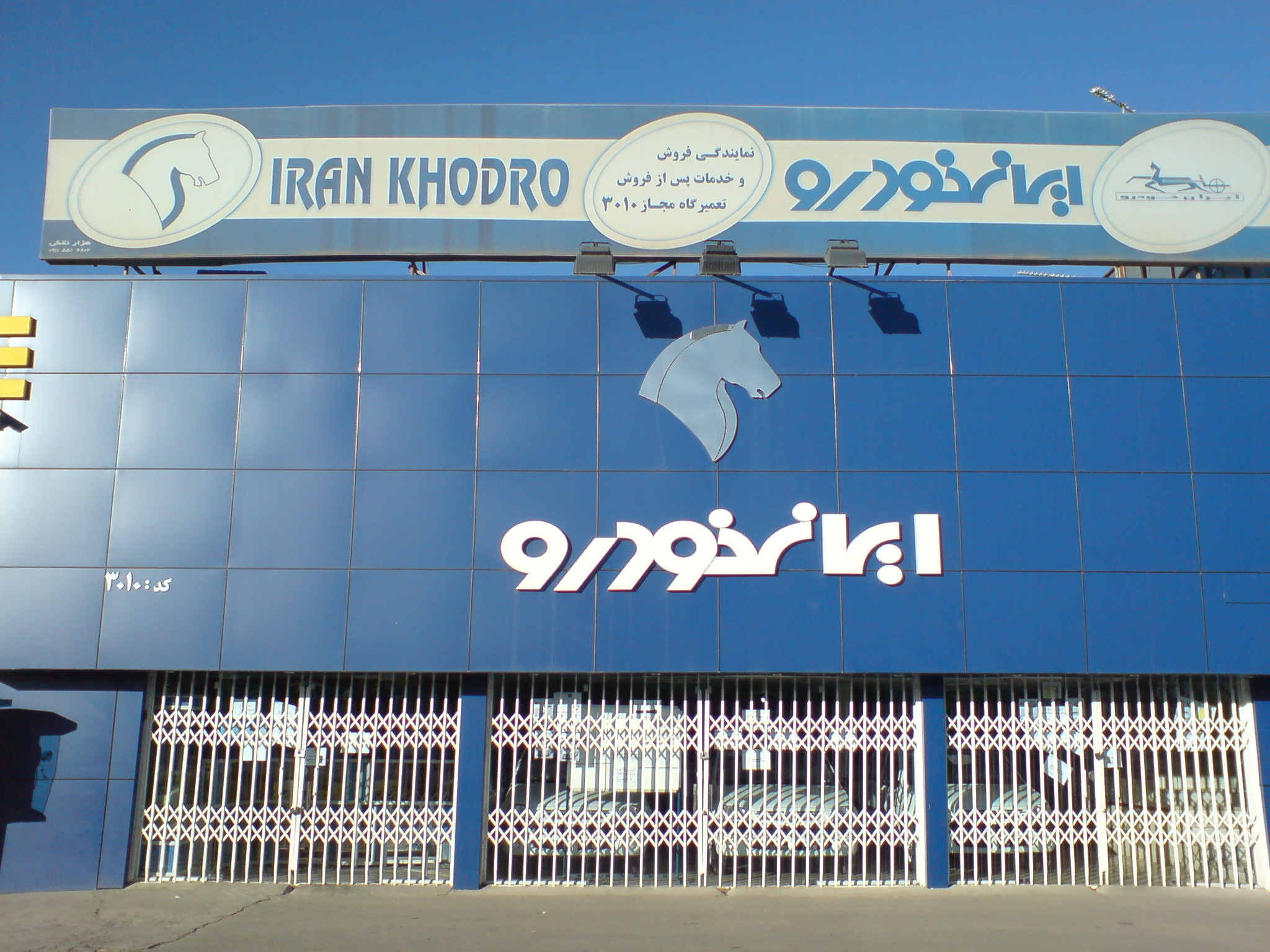
شركة إيران خودرو، أكبر شركة لصناعة السيارات بمختلف أنواعها في إيران وهي الشركة الصانعة والمنتجة لسيارة دنا

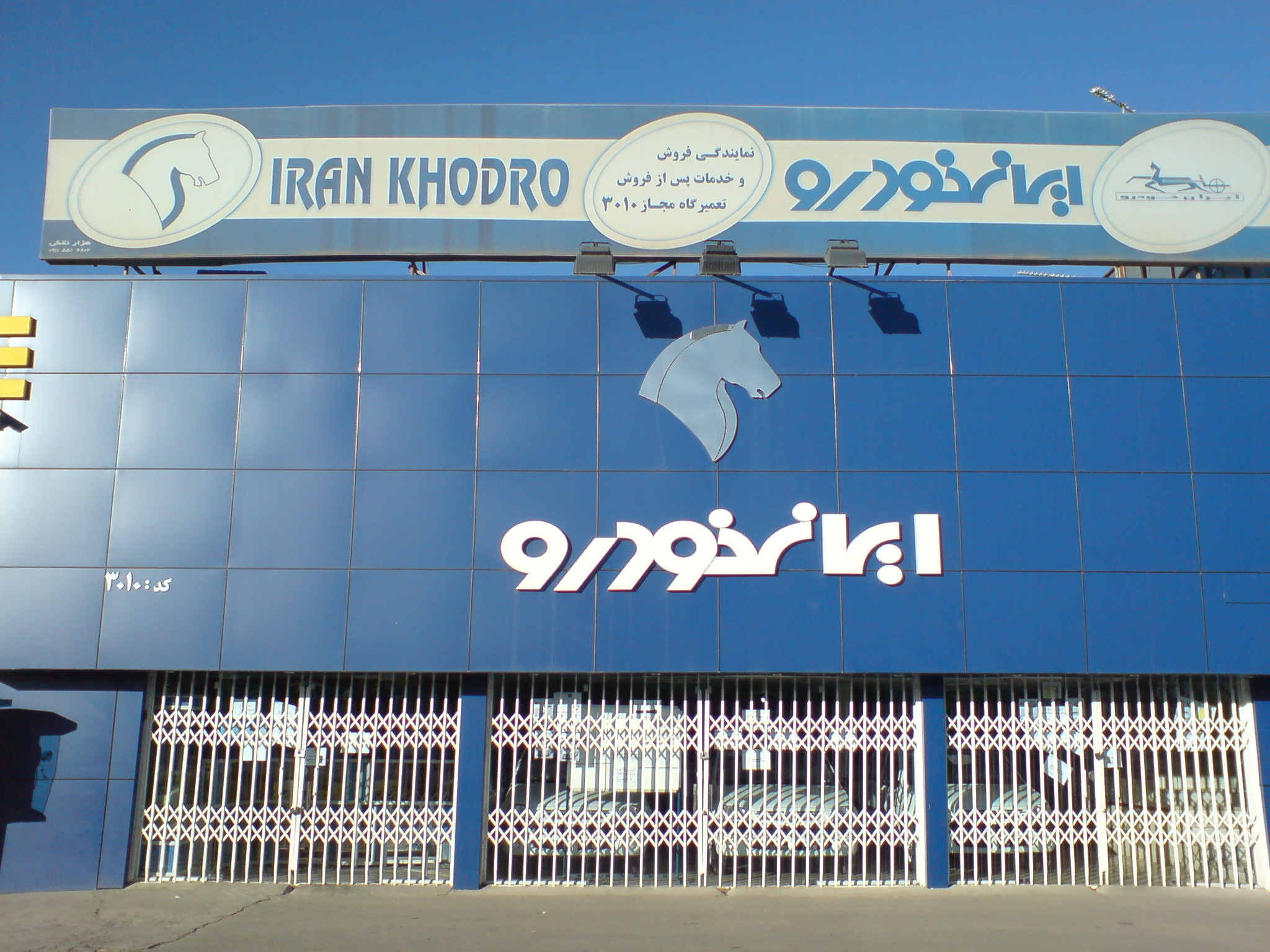
شركة إيران خودرو، أكبر شركة لصناعة السيارات بمختلف أنواعها في إيران وهي الشركة الصانعة والمنتجة لسيارة دنا

## طالع ايضاً
- إيران خودرو
- سمند
- صناعة السيارات الإيرانية

## وصلات خارجية
- (الجزيرة) تدشين المرحلة الثانية لمشروع سيارات سوري إيراني
- الموقع الرسمي للشركة نسخة محفوظة 1 سبتمبر 2011 على موقع واي باك مشين.
- مجموعة إيران خودرو الصناعية نسخة محفوظة 29 أغسطس 2006 على موقع واي باك مشين.
- موقع شركة شركة إيران خودرو